# Gendarmerie nationale
Gendarmerie Nationale er et fransk gendarmkorps, der tager sig af en lang række opgaver med relation til landets interne sikkerhed. Det stammer fra oldfransk gens d'armes, på dansk mennesker med våben eller væbnede mænd. Korpset hører under indenrigsministeriet. Gendarmerne udfylder reelt set hullet mellem det franske militærs opgaver og de opgaver, der varetages af det ordinære politi og kan af den grund også løse opgaver, der kræver militære kompetencer, men skal udføres på et politimæssigt lovgrundlag. På grund af de mange forskelligartede opgaver er korpset opdelt i en række specialiserede afdelinger.

## Opgaver
Korpset løser en række forskellige opgaver i det franske samfund. Opgaverne kan klassificeres indenfor følgende hovedopgaver:

### Intern sikkerhed
Dette er absolut den største og mest synlige opgave.

### Kriminalpoliti
Korpset fungerer som kriminalpoliti i Frankrig og står således med ansvaret for blandt andet at indsamle beviser på
gerningssteder.

### Vejsikkerhed
Når det kommer til vejsikkerheden, er en af korpsets mere synlige opgaver at agere færdselspoliti, hvor det blandt andet
udfører fartkontrol på motorvejene.

### Efterretningstjeneste
Efterretningstjenesten retter sig imod indsamling af oplysninger og præsentation af samme, der kan hjælpe til at opklare og
forhindre forbrydelser.

## Historie
Korpset er oprettet i 1790 på resterne af det daværende politikorps.

## Organisation
For at løse de forskelligartede opgaver bedst muligt er korpset delt op i en række underafdelinger, der omfatter:

### Conseil de la fonction militaire de la gendarmerie (CFMG)
Tekst mangler, hjælp os med at skrive teksten

### Gendarmerie départementale
Det departementale gendarmerie er de lokalt forankrede gendarmer, der løser opgaver i de franske departementer.
Normalt vil der være et kompagni pr arrondissement
De er organiseret i enheder, der løser forskellige opgaver:
- Efterforskningsafdelinger, der løser kriminaltekniske opgaver i forbindelse med opklaringsopgaver
- Overvågnings- og interventionsafdelinger, der løser opgaver i forbindelse med overvågning af særligt udsatte områder
- Trafiksikkerhedsafdelinger, der inkluderer lokale færdselsbetjente
- Bjergenheder
- Luftenheder, der er udstyret med helikoptere
- Enheder, der er særligt rettet mod ungdomskriminalitet

### Gendarmerie mobile
Det mobile gendarmerie er i realiteten en forstærkningsenhed, der kan sættes ind overalt i landet enten i selvstændige
aktioner eller til styrkelse af regionale enheder i deres arbejde med at opretholde lov og orden
Under Gendarmerie mobile hører også følgende specialenheder:

#### Cellule nationale NRBC
Dette er en specialenhed, som er særligt trænet i at tage sig af trusler, der involverer CBRN-våben.

#### Garde républicaine
Den republikanske garde hører også ind under gendarmeriet. Garden har opgaver, der ligner dem, der bliver varetaget af den danske kongelige livgarde og af gardehusarregimentet. Dvs opgaver af ceremoniel karakter såsom den ceremonielle vagttjeneste ved bl.a. Élyséepalæet. Garden udfører dog også mere traditionelle bevogtningsopgaver, således er det dem, der stiller motorcykelbetjente til rådighed ved eskorte af særligt vigtige personer.

#### GIGN
Groupe d'intervention de la Gendarmerie nationale i daglig tale GIGN er en specialstyrke, der er særligt trænet indenfor terrorbekæmpelse.

### Gendarmerie maritime
Den maritime arm af Gendarmeriet har 2 hovedopgaver, der foregår i de kystnære områder
- at være en politistyrke til søs
- at være en del af det sømilitære forsvar af Frankrig,

Til løsning af disse opgaver er der således stationeret patruljebåde i flere store havnebyer i Frankrig.

### Gendarmerie de l'Air
Gendarmerie de l'Air har 3 hovedopgaver, der alle er relateret til sikkerheden omkring det franske luftvåbens baser.
- at stå for sikkerheden omkring baserne, hvilket bl.a. indebærer, at de udfører adgangskontrol
- at rådgive om sikkerhed på alle niveauer i det franske luftvåben.
- at være militærpoliti på baserne.

### Gendarmerie de l'armement
Gendarmerie de l'armement står for sikkerheden på det franske forsvars etablissmenter, der beskæftiger sig med
våbenproduktion

### Gendarmerie des Transports Aériens
Denne gren af Gendarmeriet tager sig af forskellige opgaver, der har relation til flysikkerhed, dels den helt konkrete sikring
af sikkerheden omkring lufthavne, men også i forbindelse med opklaring af uheld, der involverer fly.

## Uddannelse
Gendarmeriet står selv for det meste af sin uddannelse. Denne foregår på et antal skoler og undervisningscentre fordelt over hele Frankrig.

### Skoler og uddannelsescentre[7]
| Navn | Placering                                                                                 | Opgaver |
| --- | ----------------------------------------------------------------------------------------- | --- |
| Ecole des officiers de la gendarmerie nationale (EOGN)                                                  | Melun                                                                                     | Officersuddannelse |
| Ecole de gendarmerie de Montluçon                                                                       | Montluçon                                                                                 | Grunduddannelse af befalingsmænd og midlertidige gendarmer                                                                                      |
| Ecole de gendarmerie de Chaumont                                                                        | Chaumont (Haute-Marne)                                                                    | Grunduddannelse af befalingsmænd og midlertidige gendarmer                                                                                      |
| Ecole de gendarmerie de Chateaulin                                                                      | Chateaulin                                                                                | Grunduddannelse af befalingsmænd og midlertidige gendarmer                                                                                      |
| Ecole de gendarmerie de Tulle                                                                           | Tulle                                                                                     | Grunduddannelse af befalingsmænd og midlertidige gendarmer                                                                                      |
| Camp de Beynes                                                                                          | Beynes                                                                                    | Grunduddannelse af midlertidige gendarmer |
| Ecole de gendarmerie de Fontainebleau                                                                   | Fontainebleau                                                                             | |
| Centre national de formation de police judiciaire (CNFPJ)                                               | Centre national de formation de police judiciaire (CNFPJ)                                 | Uddannelse af teknikere og andre specialister indenfor kriminalpolitiet                                                                         |
| Centre national de formation à la sécurité routière (CNFSR)                                             | Centre national de formation à la sécurité routière (CNFSR)                               | Uddannelse af motorcykelbetjente og andre færdselsbetjente                                                                                      |
| Ecole de gendarmerie de Rochefort                                                                       | Rochefort                                                                                 | Grunduddannelse af midlertidige gendarmer |
| Centre national de formation au commandement (CNFC)                                                     | Centre national de formation au commandement (CNFC)                                       | Videreuddannelse af befalingsmænd |
| Centre national de formation aux langues et à l'international de la gendarmerie (CNFLIG)                | Centre national de formation aux langues et à l'international de la gendarmerie (CNFLIG)  | Videreuddannelse af officerer og befalingsmænd                                                                                                  |
| Centre national de formation des corps de soutien technique et administratif (CNF/CSTAGN)               | Centre national de formation des corps de soutien technique et administratif (CNF/CSTAGN) | Videreuddannelse af befalingsmænd og grunduddannelse af specialistbefalingsmænd                                                                 |
| Centre national d'entraînement des forces de gendarmerie (CNEFG)                                        | Saint-Astier                                                                              | Videreuddannelse indenfor opretholdelse af offentlig orden                                                                                      |
| Centre national d'instruction de ski et d'alpinisme (CNISAG)                                            | Chamonix                                                                                  | Specialuddannelse for officerer og befalingsmænd indenfor redningstjeneste i bjerge                                                             |
| Centre national d'instruction cynophile de la gendarmerie (CNICG)                                       | Gramat                                                                                    | Specialuddannelse for hundeførere |
| Centre national d'instruction nautique de la gendarmerie (CNING)                                        | Antibes                                                                                   | Specialuddannelse for dykkere |
| Centre national de formation aux systèmes d'information et de communication de la gendarmerie (CNFSICG) | Rosny-sous-Bois                                                                           | Specialuddannelse indenfor kommunikation og informationsteknologi for officerer og befalingsmænd                                                |
| Centre national de formation au renseignement opérationnel (CNFRO)                                      | Maisons-Alfort                                                                            | Specialuddannelse for officerer og befalingsmænd                                                                                                |
| Centre de production multimédia de la gendarmerie nationale (CPMGN)                                     | Limoges                                                                                   | Center for multimedieproduktion, til fjernundervisning og intern kommunikation samt produktion af pædagogisk materiale til brug på egne skoler. |